# Blade II
Blade II (2002) este un film american cu vampiri / cu supereroi / de acțiune bazat pe personajul Blade din benzile desenate Marvel. Este o continuare a filmului Blade (1998) și al doilea film din seria de filme Blade. Scenariul este realizat de David S. Goyer, același care a scris și scenariul filmului anterior. Guillermo del Toro a regizat filmul, iar Wesley Snipes se reîntoarce în rolul titular și ca producător al filmului.

## Distribuție
- Wesley Snipes ca Blade, jumătate-vampir[1]
- Kris Kristofferson ca Abraham Whistler
- Ron Perlman ca Reinhardt
- Leonor Varela ca Nyssa Damaskinos
- Norman Reedus ca Josh / Scud
- Thomas Kretschmann ca Eli Damaskinos
- Luke Goss ca Jared Nomak: Pacientul zero și purtător al visului asimptomatic
- Matt Schulze ca Chupa
- Donnie Yen ca Snowman
- Karel Roden ca Karel Kounen
- Marit Velle Kile ca Verlaine
- Darren "Daz" Crawford ca Lighthammer
- Tony Curran ca Priest
- Santiago Segura ca Rush